# Joseph Duplessis
Joseph-Siffred Duplessis  (n. 22 septembrie 1725, Carpentras, La CoVe⁠(d), Franța – d. 1 aprilie 1802, Berceau-de-la-Liberté, Seine-et-Oise, Franța) a fost un pictor francez cunoscut pentru claritatea și instantaneitatea portretelor sale.

## Tinerețe
S-a născut în Carpentras, lângă Avignon, într-o familie cu înclinație artistică și a primit primele lecții de la tatăl său, chirurg și amator talentat. Ulterior, a studiat cu Joseph Gabriel Imbert⁠(d) (1666–1749), care fusese elevul lui Charles Le Brun. Din 1744–1747 sau mai târziu a lucrat la Roma, în atelierul lui Pierre Subleyras⁠(d) (1699–1749), care era și el din sudul Franței. În Italia, Duplessis s-a împrietenit rapid cu Joseph Vernet, un alt provensal vorbitor de limba Occitaniei.

## Carieră

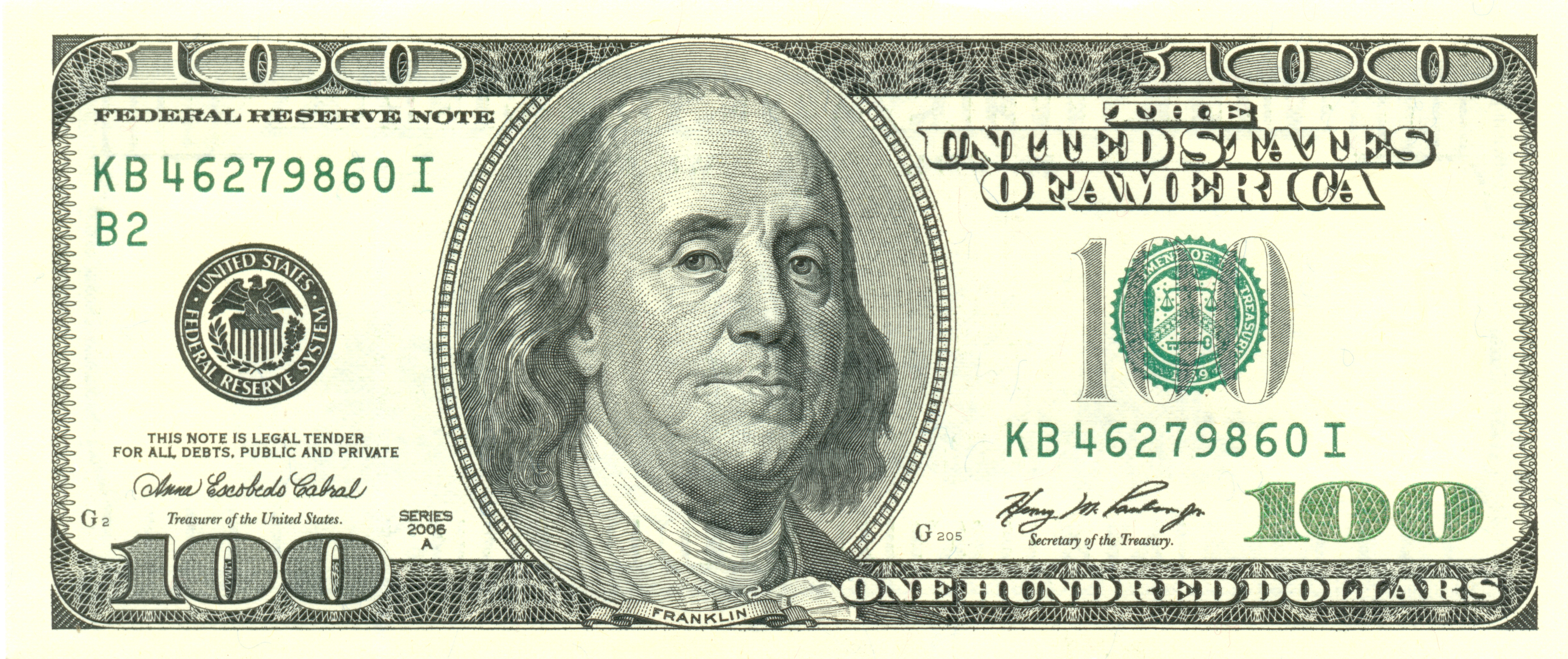
Benjamin Franklin pe bancnota de o sută de dolari americani a lui Duplessis

S-a întors la Carpentras, a petrecut o scurtă perioadă la Lyon, apoi a ajuns în jurul anului 1752 la Paris, unde a fost acceptat la Académie de Saint-Luc⁠(d) și a expus câteva portrete, care erau acum specialitatea lui, în 1764, dar nu a obținut prea multă atenție până expoziția sa de zece tablouri la salonul din Paris din 1769, foarte bine primită și aleasă pentru o atenție specială de Denis Diderot; Académie de peinture et de sculpture⁠(d) l-a acceptat în categoria portretist, considerată la acea vreme o categorie mai mică. A continuat să expună la saloanele din Paris, atât picturi terminate, cât și schițe, până în 1791 și încă o dată, în 1801.
Portretul lui Dauphine în 1771 și numirea sa ca peintre du Roi i-au asigurat succesul: majoritatea portretelor sale care au supraviețuit datează din anii 1770 și 1780. A primit cazare privilegiată în Galeriile Louvre. În timpul Revoluției, el s-a retras în obscuritate sigură la Carpentras în timpul Domniei Terorii. Ulterior, din 1796, a fost curator la noul muzeu înființat la Versailles. Autoportretul său fără compromisuri în acest moment al vieții se află la Versailles, acolo unde a murit.
El își va adapta stilul la condiția socială a șefului său: portretul lui Charles-Claude, comte d'Angiviller, director al Bâtiments du Roi⁠(d), este la fel de distant și convențional ca portretul de stat al lui Ludovic al XVI-lea în robe de încoronare (1776), în timp ce portretul realist și intim al compozitorului de operă Christoph Willibald Gluck ( Kunsthistorisches Museum, Viena) îl surprinde pe compozitor la claviatură într-un moment de inspirație; portretul pătrunzător al sculptorului Christophe Gabriel Allegrain (Muzeul Luvru, ilustrație) îl arată că tocmai și-a lăsat dalta: acesta a fost piesa de recepție care i-a adus admiterea la Académie.
Portretul lui Benjamin Franklin (circa 1785), mai mult decât oricare altul, a fixat imaginea lui Franklin pentru posteritate , deoarece este reprodus pe bancnota de o sută de dolari americani. Portretul finanțatorului Jacques Necker atârna la Castelul Coppet al lui Voltaire. Au fost realizate mai multe versiuni reduse, dintre care una este la Luvru. Multe dintre portretele sale au avut o circulație mai largă ca gravuri.

## Galerie

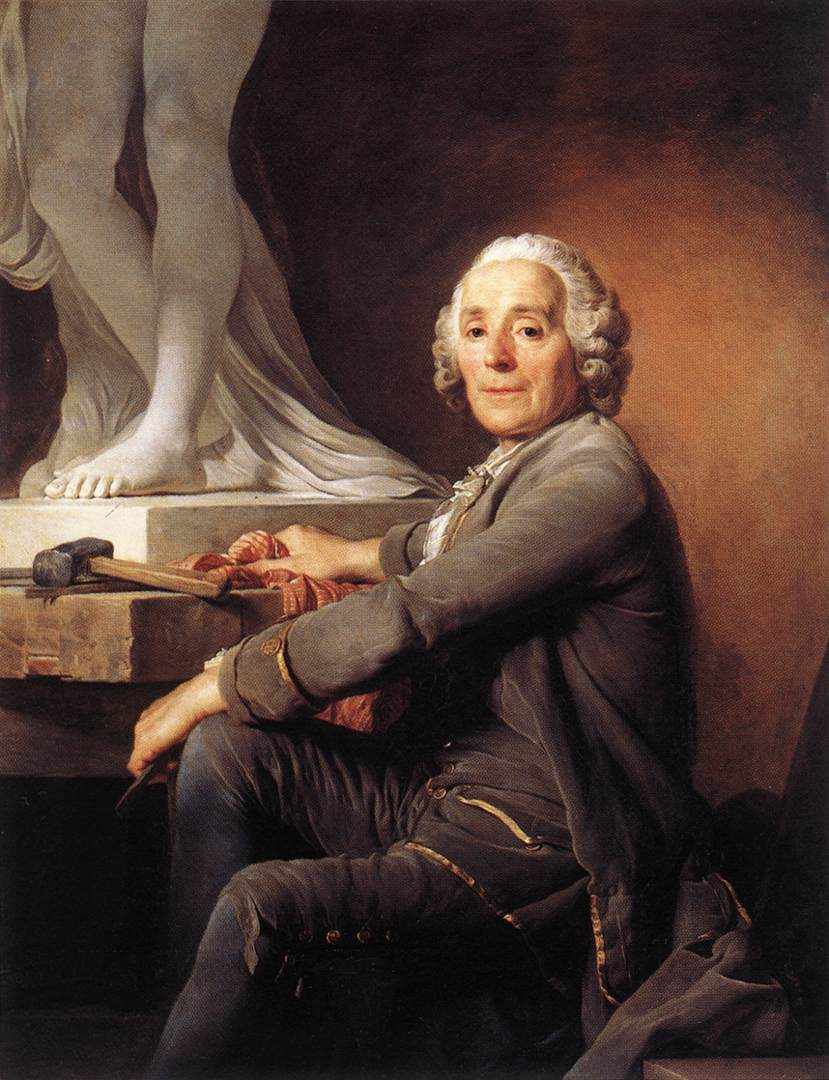
Christophe Gabriel Allegrain, 1774
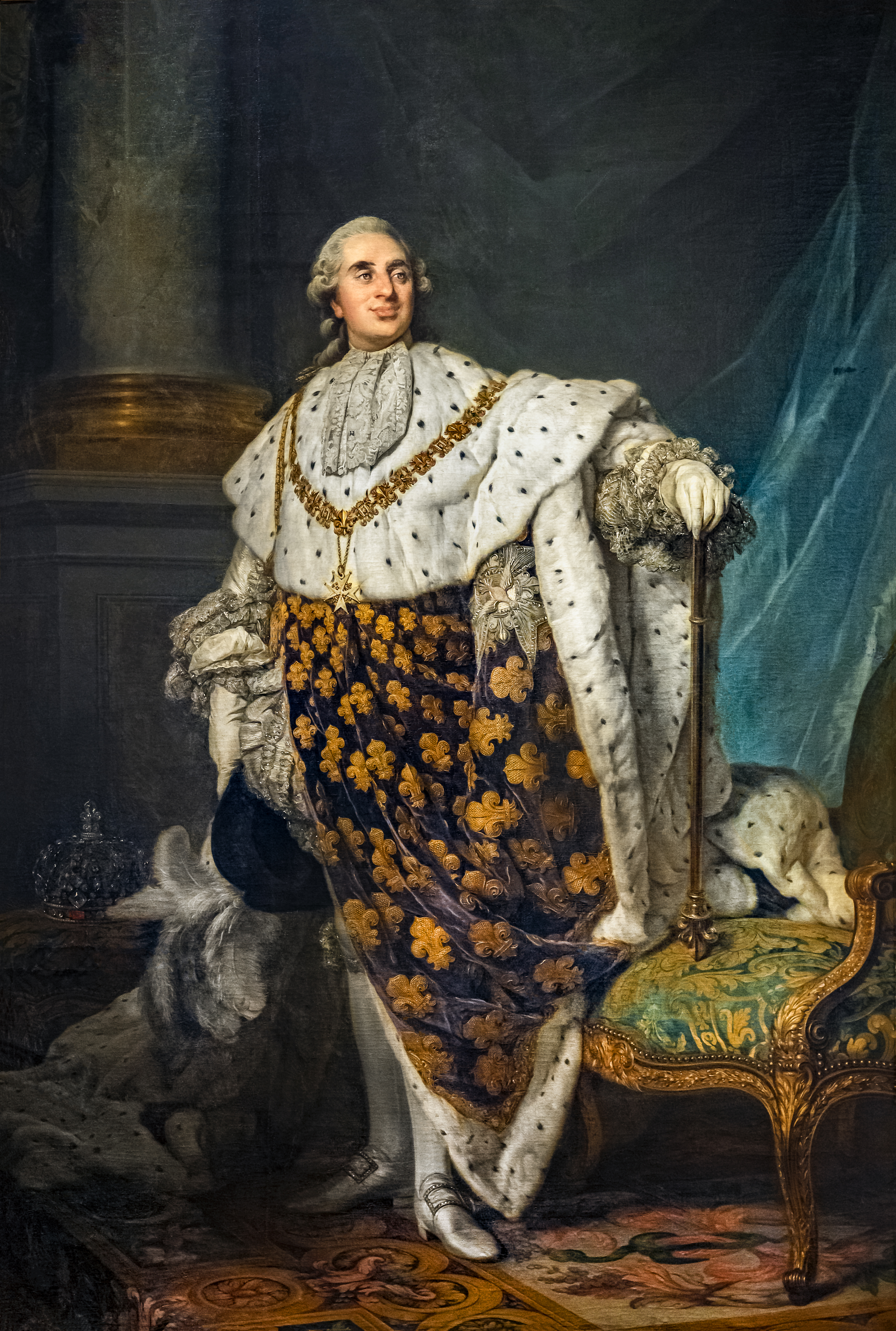
Ludovic al XVI-lea al Franței, 1775
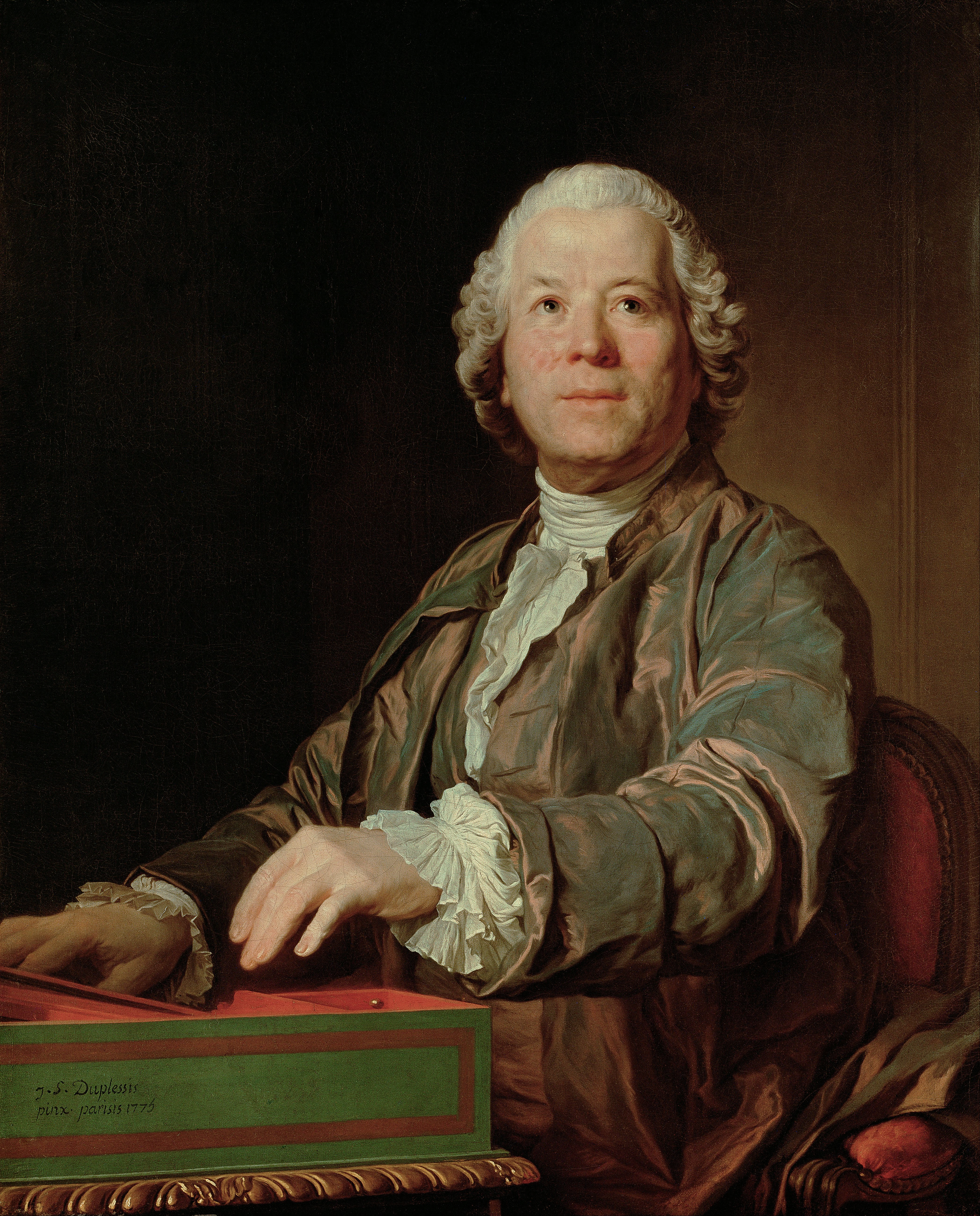
Christoph Willibald Gluck, 1775
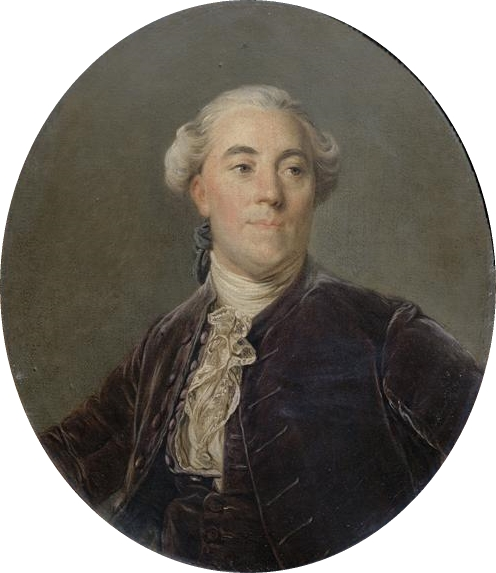
Jacques Necker, c. 1781
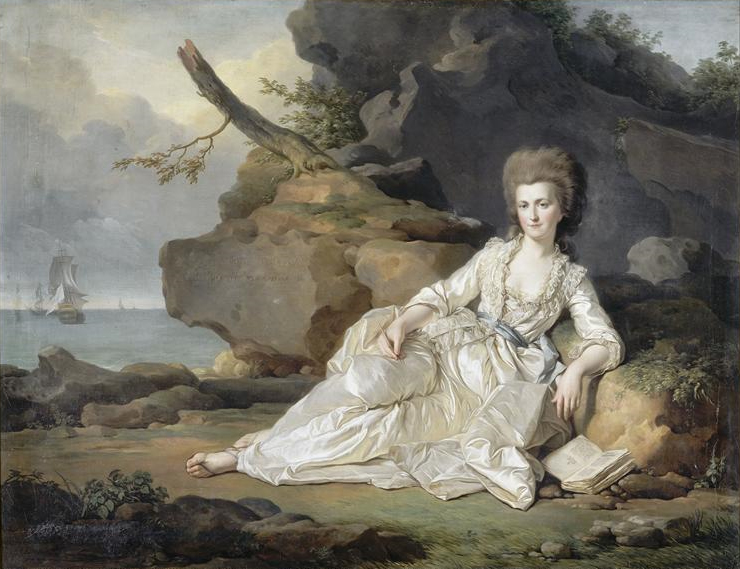
Louise Marie Adélaïde de Bourbon, anii 1780
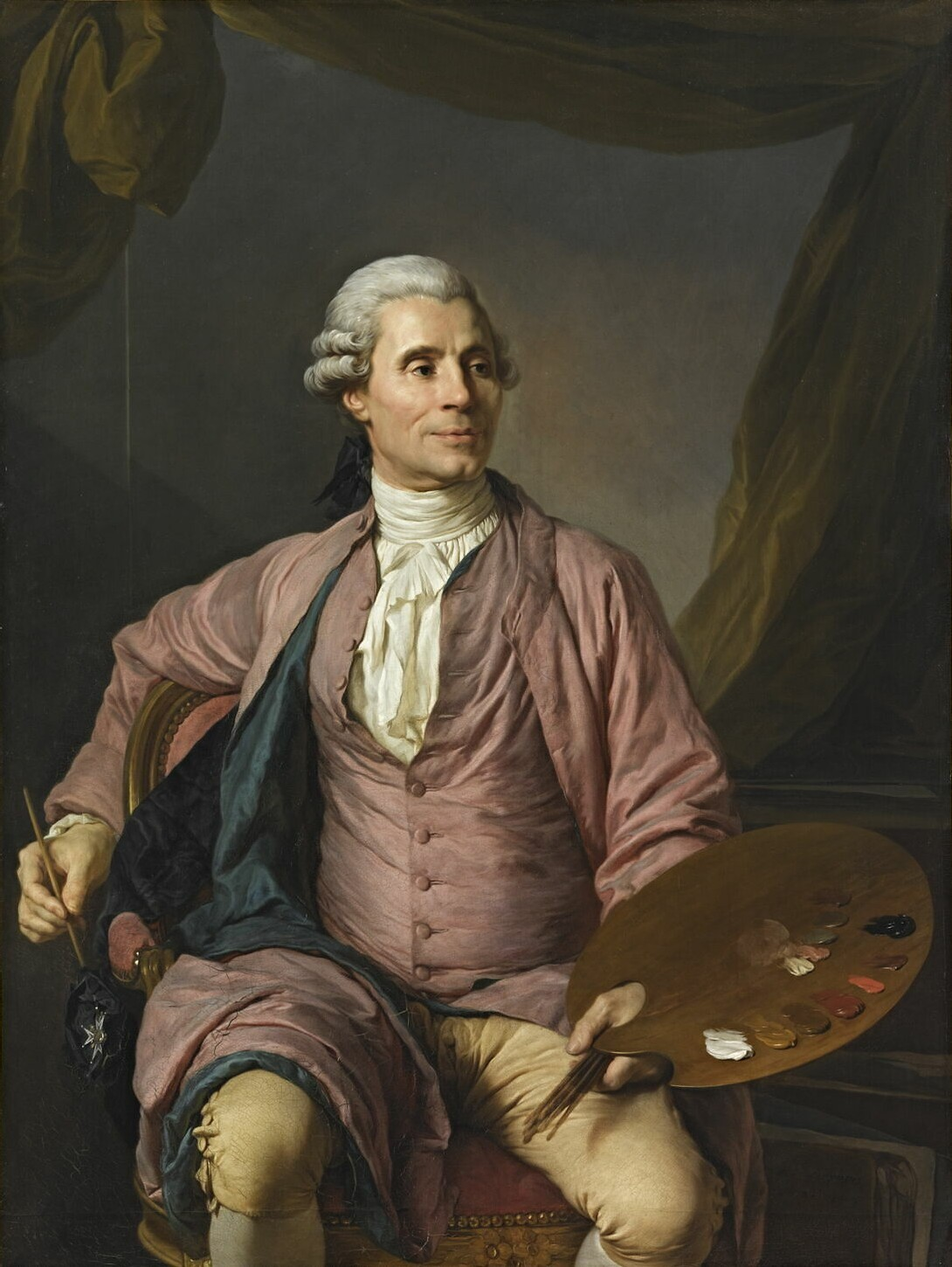
Joseph-Marie Vien⁠(d), 1784
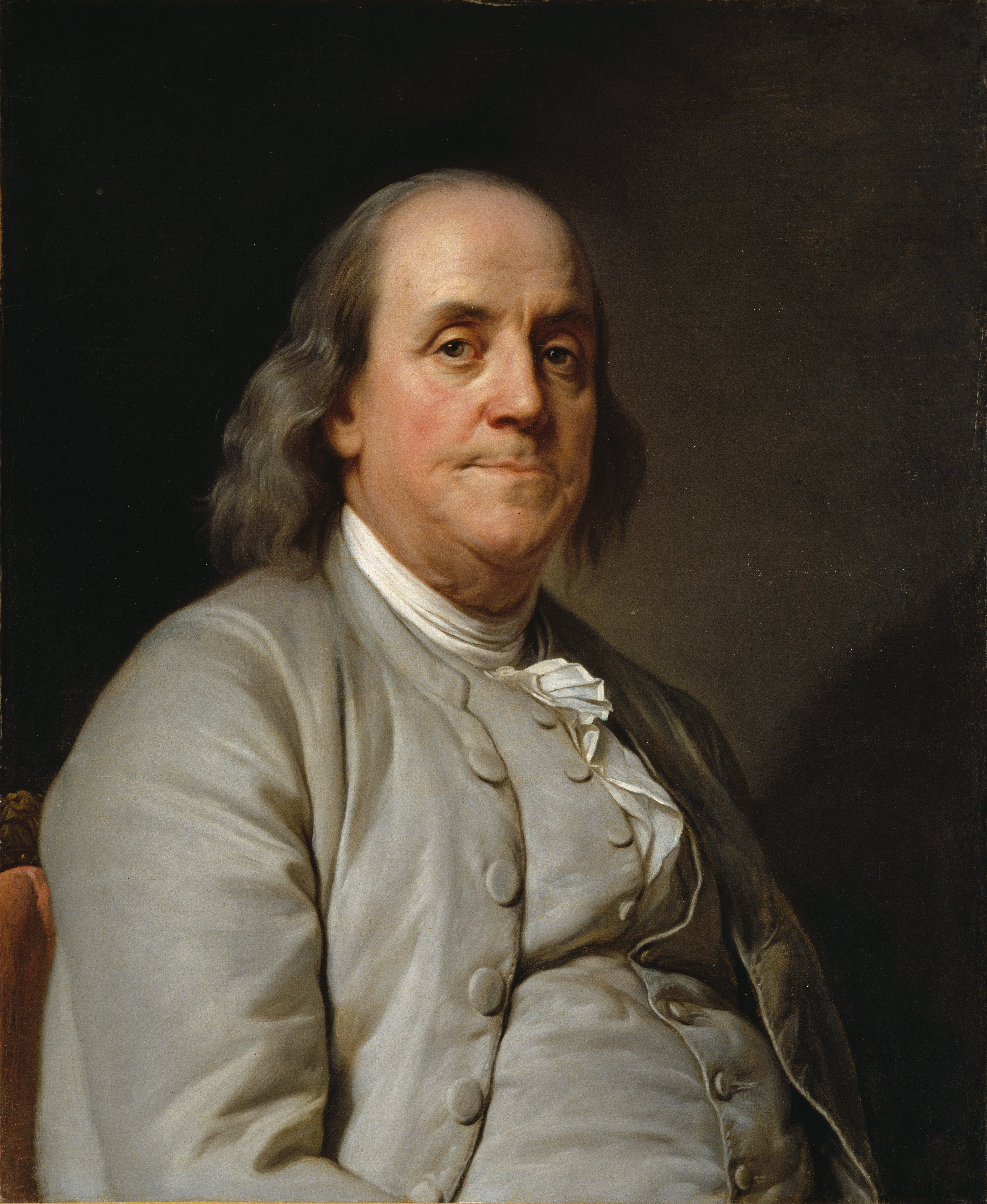
Benjamin Franklin, ca. 1785
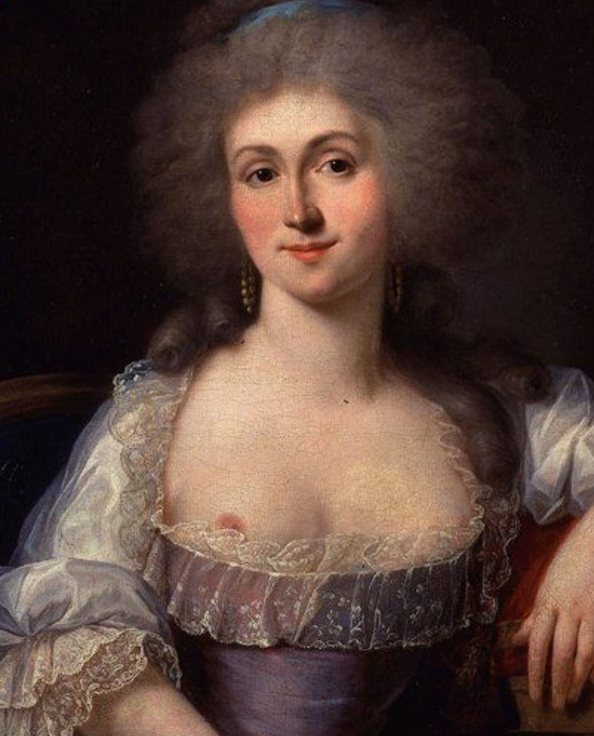
Prințesa de Lamballe